# Château souabe de Trani
Le château souabe de Trani a été construit dans la ville de Trani (province de Barletta-Andria-Trani dans les Pouilles) en 1233 , sous le règne de Frédéric II de Souabe ; c'est l'un des châteaux de Frédéric les plus importants et les plus lisibles, malgré quelques transformations qui ont modifié en partie sa structure originale,.
Il a été déclaré monument national par le décret royal du 27 octobre 1936, no 2091 (abrogé par le décret présidentiel 248/2010).
Depuis décembre 2014, le ministère des Biens et des Activités culturelles le gère par l'intermédiaire du Centre des musées des Pouilles, devenu en décembre 2019 la Direction régionale des musées.

## Histoire

### L'origine
Le château a été construit sur un rivage rocheux situé au centre de la baie de Trani, dans une zone d'eau peu profonde, qui le protégeait des éventuelles attaques de la mer, mais aussi de la violence des vagues. Le bâtiment fait face à la façade de la célèbre cathédrale et est positionné dans le tissu urbain de telle sorte que la hauteur originale considérable des tours facilitait le contrôle du port et des voies d'accès à la ville. Au même endroit, avait été construite auparavant une tour des Xe et XIe siècles, de petite taille, de plan quadrilatère et soigneusement conçue, avec probablement des fonctions de tour de guet, dont les restes ont été retrouvés sous le plancher de l'entrée actuelle de l'église.
On constate que dans la ville de Trani il y avait déjà un château, plus ancien que l'actuel, dont l'emplacement exact est cependant inconnu, construit à l'initiative du roi normand Roger II et détruit en 1137 ; à partir de cette année, jusqu'à la fondation du château actuel en 1233, il manque des documents fournissant des informations sur les bâtiments du château de Trani, mais la présence dans la ville et l'intérêt qu'elle porte de la part de Frédéric II est également prouvé pour cette période.

### Phase souabe
La construction commença en 1233 sur ordre de l'empereur Frédéric II, dans sa treizième année d'empire, et les travaux de fortification furent achevés en 1249, selon le projet de Filippo Cinardo, comte d'Acquaviva delle Fonti et Conversano, grand connétable et ingénieur militaire de l'empereur, et édité par Stefano di Romoaldo Carabarese, avec des fortifications « devant et autour du château », comme en témoignent les deux plaques de marbre contemporaines apposées sur les façades du château.
La première dalle, la plus ancienne, est placée dans la cour ouest au-dessus de la clé de voûte de l'arc ogival à double anneau de l'entrée principale solennelle du château, elle est à son tour surmontée des restes d'un aigle impérial sculpté en pierre, le texte précise :
« [EX QUO E(ST) F]ACT(US) H(OM)O DE(US) A(N)NIS MILL(E) DUCE(N)TIS
[TRICEN]IS TRIB(US), FRIDERICI CAESARIS ANNO
IMPERII TRINO DECIMO, REGNI SICULORU(M)
EIUSDE(M) SEXTO T(ER) DENO IERUSALEMQ(UE)
OCTAVO REGNI, CU(M) MENSIS IUNIUS AC IN
DICCIO SEXTA FORE(N)T, OPUS HOC T(UN)C SURGERE CEPIT »
— Transcription de F. Magistrale, Bari 1995.
        
« En 1233, depuis l'incarnation de Dieu, la treizième année de l'empire de Frédéric César, la trente-sixième de son royaume de Sicile et la huitième du royaume de Jérusalem, étant le mois de juin et la sixième indiction, ce le travail commença alors à augmenter. »
La deuxième dalle est placée à l'extérieur du château, au-dessus de la clé de voûte de la porte ogivale du mur de la façade ouest, rapporte le texte :
« CESARIS IMPERIO DIVINO M[O]RE TON(A)NTE
FIT CIRCA CASTRU(M) MUNI[T]IO T[ALIS] ET AN(TE)
HUIC OPERI FORMA(M) SERIEM TOTU(M)QUE NECE(SS)E
PHILIPPI STUDIU(M) CINAR[DI PROTU]LIT E(SS)E
QUOQUE MAG(IS) FI[ERENT ST]U[D]IIS [HAES] FA[MA] [TRAN]E(N)SIS
PREFUIT HIS STEPH(AN)I RO[MOALD]I [CARA]BARE(N)SIS
ANN(O) I(N)CAR(NATIONIS) IESU XRISTI MCCXLIX [IN]DIC[TIONIS] VII »
— Transcription de Sarlo et Beltrani, 1883.
        
« Par ordre de César, tonnant comme un ordre de Dieu, une défense si remarquable s'élève autour et devant le château ; l'engagement de Filippo Cinardo a prévu ce travail, ce projet, cette conception et tout le nécessaire et pour que ces choses soient mieux accomplies, la renommée du Tranais Stefano di Romualdo Carabarese a supervisé ces projets, l'année de l'Incarnation de Jésus-Christ 1249 , septième indiction. »

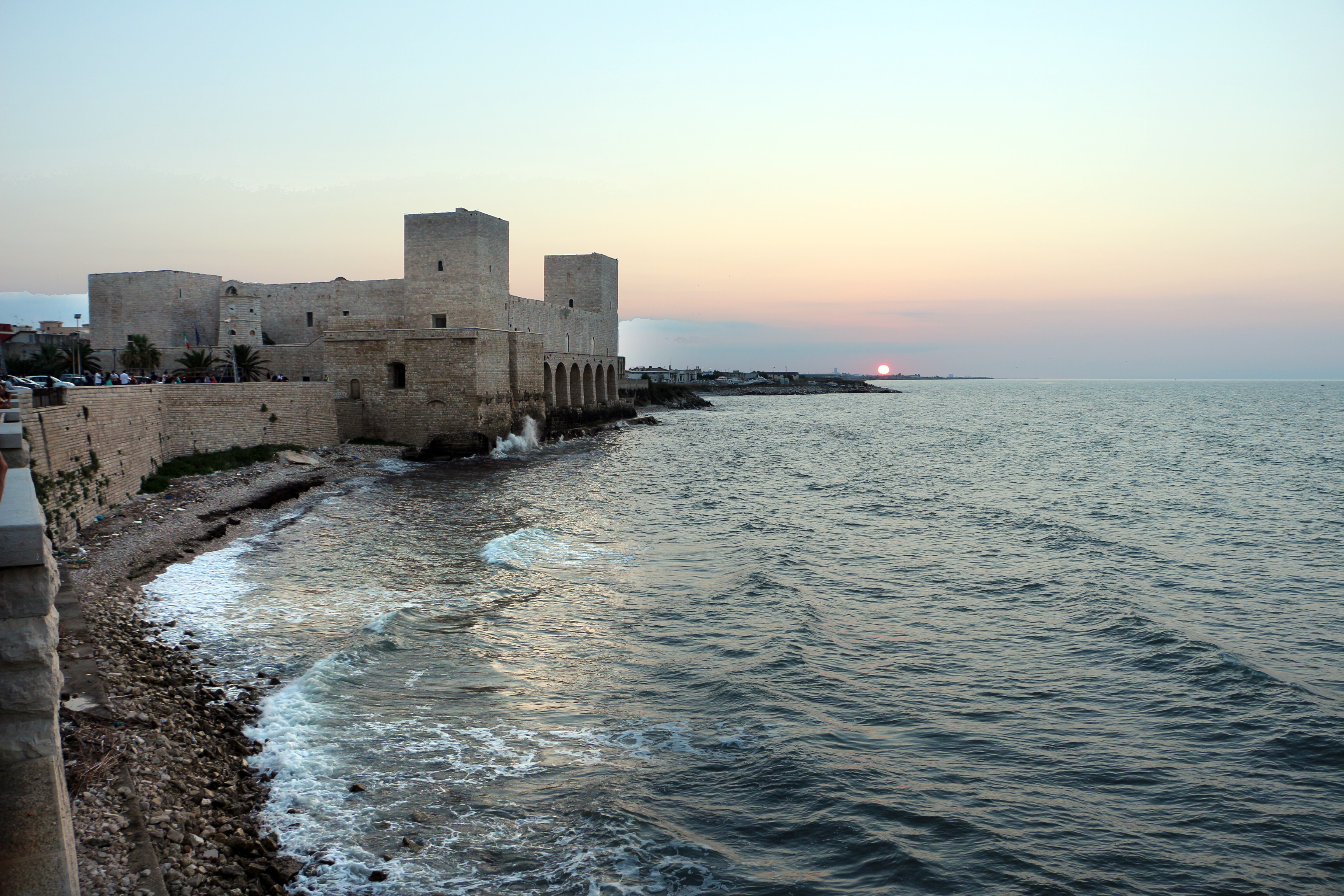
L'image met en valeur la position du château par rapport à la côte, en contact direct avec la mer.

L'élévation de la courtine sud, vue depuis le chemin de ronde ; à gauche, dans la cour, sont visibles les blocs démontés lors de la restauration de la chapelle hexagonale du XIXe siècle.

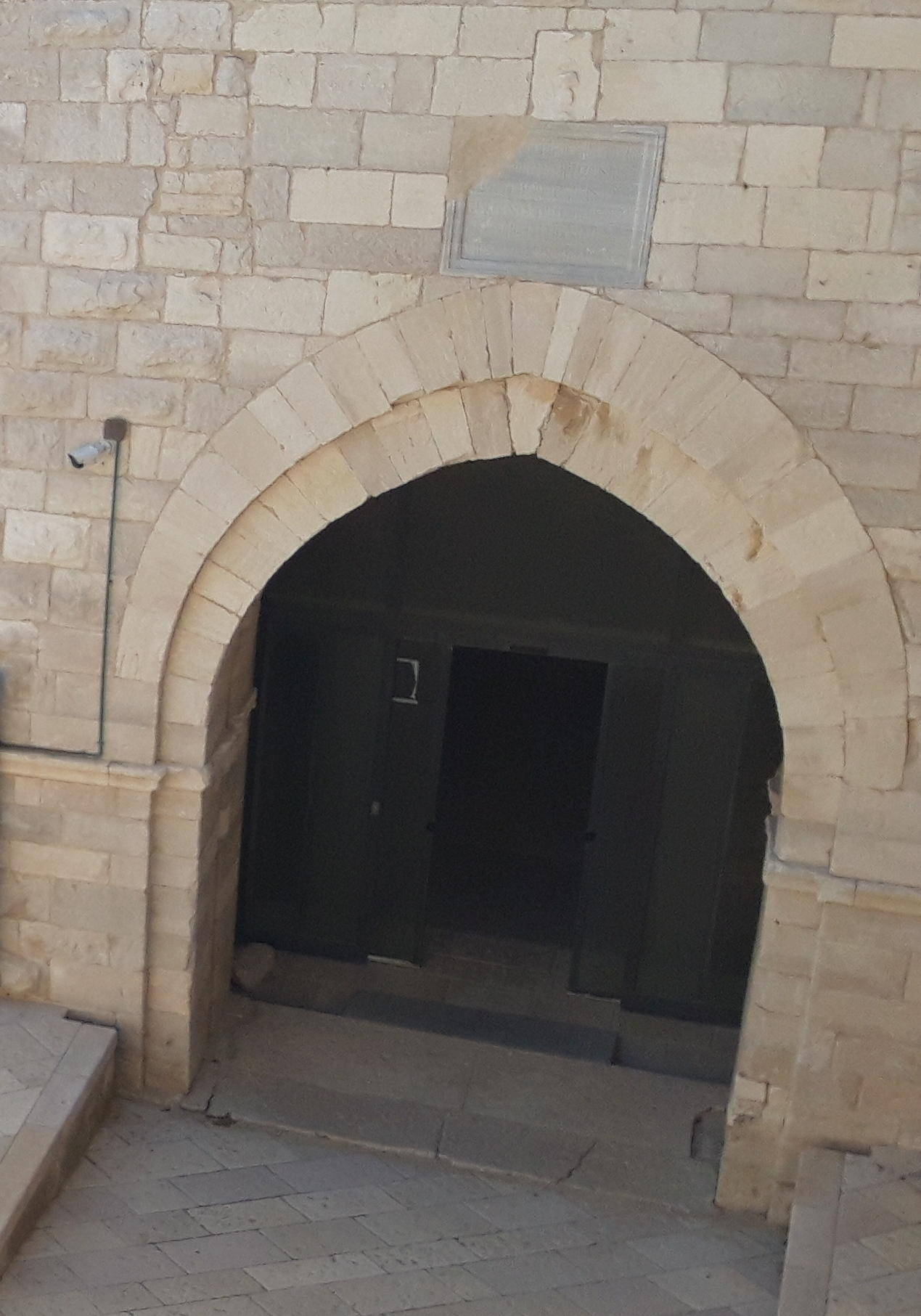
Le portail d'entrée d'origine du bâtiment du château, sur l'élévation ouest. L'épigraphe de 1233 est visible sur l'image, surmontée des restes ciselés de l'aigle impérial.

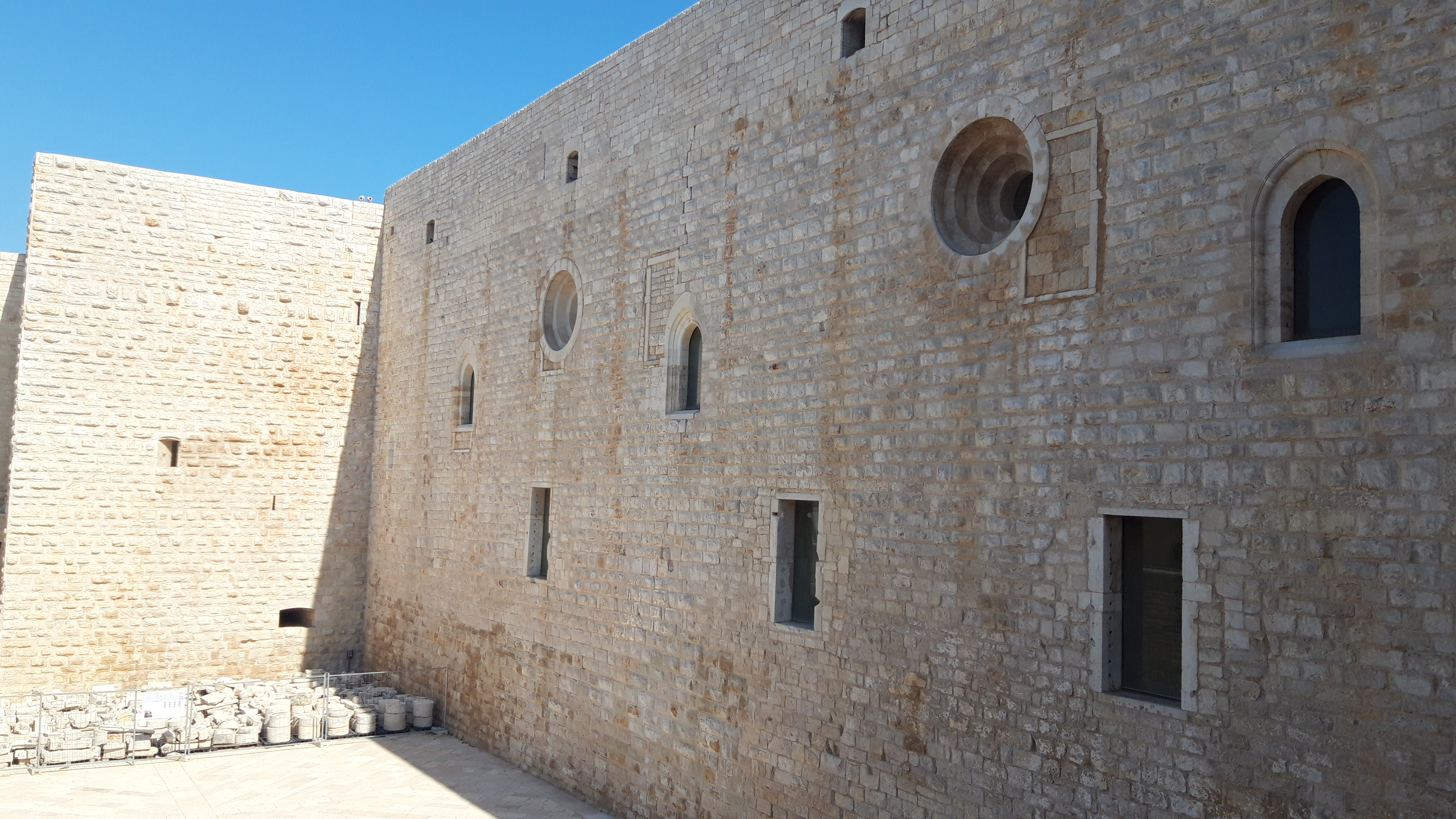
Vestiges d'une fenêtre à meneaux sur la façade ouest.

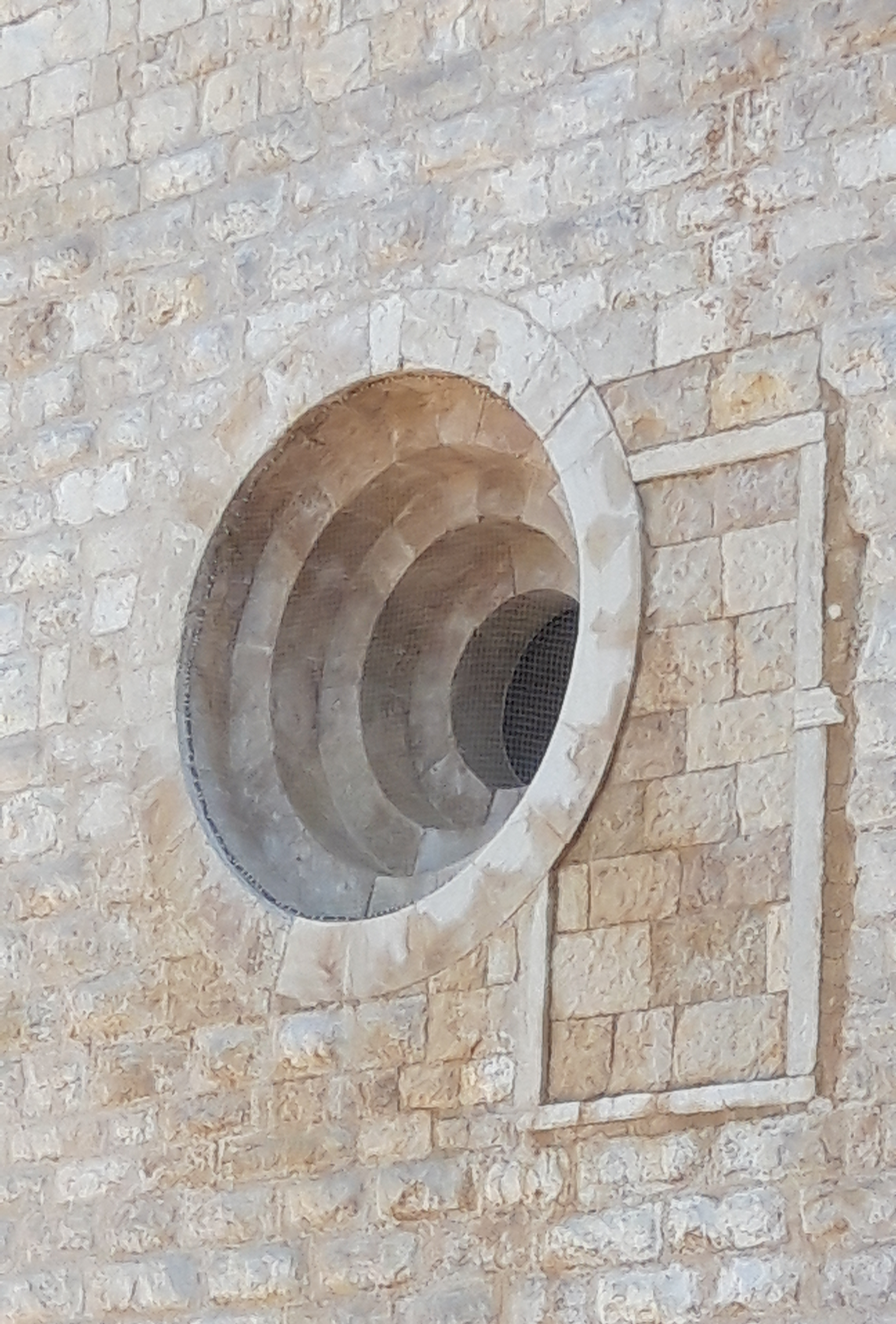
L'une des fenêtres judas de l'élévation sud.

En juin 1233 les travaux commencèrent ; le 20 mars 1234, moins d'un an après la fondation, Frédéric II se trouvait déjà à Trani dans le but précis de vérifier l'état des travaux. Les travaux devaient procéder assez rapidement, puisque déjà en 1239, après seulement six ans, le château pouvait être inclus dans la liste des Castra exempta (it), c'est-à-dire les châteaux dépendant directement de la Curie Impériale. Dans la même période, le château vit la présence régulière de quatre-vingts hommes de garnison et du châtelain Roberto del Giudice de Trani.
Au sommet d'une des tours du bord de mer, Frédéric II fit pendre Pietro Tiepolo, fils du doge de Venise Jacopo Tiepolo : Pietro, maire de Milan, fut fait prisonnier lors de la bataille de Cortenuova en 1237.
Le fils de Frédéric, Manfred, séjourna souvent dans le château et le 2 juin 1259, il épousa sa seconde épouse, Hélène Ange Doukas, fille aînée de Michel II Doukas, Despotat d'Épire et de Théodora Pétraliphaina, avec des célébrations en grande pompe et solennité. En 1266, Manfred fut vaincu à la bataille de Bénévent par Charles Ier d'Anjou et la jeune reine, ayant appris la défaite, se rendit de Lucera à Trani avec ses enfants, escortés par ses fidèles, dans l'espoir de pouvoir rejoindre sa patrie d'origine, Épire ; bloquée à cause d'une tempête, elle subit la trahison du châtelain et fut capturée par les troupes angevines avec ses quatre enfants et le trésor, pour être emprisonnée dans le château de Trani et après un certain temps à Castel Lagopésole, tandis que ses enfants étaient immédiatement enlevés, au moins les hommes, emprisonnés au Castel del Monte et ensuite transférés à Castel dell'Ovo.
La disposition du château dans cette première phase souabe suivait le modèle des châteaux croisés de Terre sainte, lui-même basé sur la forme du camp romain.
Elle avait donc un plan presque carré, avec quatre tours d'angle également carrées, dont deux plus petites sur la mer et deux plus grandes vers la terre ; sur les trois côtés côté terre, le château était entouré par le mur extérieur, entièrement accessible depuis le passage supérieur, formant trois cours extérieures étroites. Un fossé, peut-être en partie d'origine naturelle, entoure à son tour le circuit du brise-lames, le séparant du continent. La barricade s'ouvrait du côté de la terre par des portes en arc brisé, chacune équipée d'un pont pour franchir les douves, tandis que du côté de la mer il y avait, à la place de la barricade, un quai à créneaux, communiquant avec la cour centrale, qui probablement avait pour fonction de donner accès à une jetée dans la mer.
À l'intérieur du château se trouvait une vaste cour également de plan carré, délimitée aux côtés nord et sud par deux grandes loggias, dont celle du sud sur laquelle ouvrait l'entrée principale était couverte de poutres en bois sur de grands arcs transversaux, tandis que celle du nord l'une était à deux niveaux, couverte de voûtes en pierre qui reposaient sur des piliers octogonaux et des encorbellements richement sculptés ; les deux loggias disposaient respectivement d'un escalier menant aux pièces des étages supérieurs.
Le premier étage était occupé par de grandes pièces ayant une fonction de réception, avec des toitures en bois sur des arcs doubles ; la pièce la plus grande était le hall de l'aile nord, dont les grandes fenêtres à meneaux ouvraient directement sur la mer. Les pièces du premier étage des ailes nord et ouest s'ouvraient sur l'extérieur par des fenêtres à meneaux en ogive alternées avec de grandes fenêtres à double lancette, tandis que la façade sud, bien que présentant le même agencement, présentait des fenêtres à simple lancette aux profils de pierre finement moulurés. les ouvertures des pièces vers la cour centrale voyaient également alterner l'élégante séquence de fenêtres à meneaux et de fenêtres circulaires.

### Domaine angevin
Dans la seconde moitié du XIIIe siècle, sous la domination angevine, le château fut intensément utilisé dans des rôles de grande importance ; à cette époque, en effet, c'était un centre administratif important et un environnement animé pour la vie de cour, les membres de la famille royale y résidaient fréquemment et les événements importants étaient célébrés en grande pompe.
Les cahiers et écrits des comtes des Maestri Razionali furent transférés au château, qui, rassemblés dans des registres, suivit la cour royale dans ses déplacements ; le 16 mars 1290, le conservateur des archives des rationes de la Curie, Guillaume de Pontoise, reçut à Naples tous les registres comptables des différents fonctionnaires des provinces, jusqu'alors conservés à Trani. Après que Matteo de Riso de Messana, Giovanni da Lentini et le prieur de San Giovanni Gerosolimitano eurent supervisé sa fermeture, le trésor royal y fut également conservé pendant une certaine période, dont le contrôle fut confié à Matteo de Riso et au Castellano de Trani. Le bâtiment servait également de dépôt royal pour le matériel de guerre et les biens de valeur : il entreposait donc un vaste arsenal à la disposition de l'armée, dont les quantités de fer et d'acier à forger, de lances, d'arbalètes et d'uniformes ; De plus, de grands volumes de cire et de produits raffinés et précieux tels que le poivre, la cannelle et le sucre y étaient conservés.
Une aile du château était conservée prête à accueillir le souverain et sa cour : grâce aux lettres envoyées par Charles Ier d'Anjou, on apprend que le roi avait l'habitude d'être un hôte du château - « in cameris castri nostri Trani, in quibus consuevimus hospitari » -, et par d'autres qu'il fournissait l'argent nécessaire aux dépenses de ses filles qui y vivaient.
En 1268 eut lieu au château le mariage de Charles Ier d'Anjou et Marguerite de Bourgogne et en 1271 celui du deuxième fils de Charles, Philippe (1254-1277), avec Isabelle de Villehardouin (1263-1312), princesse d'Achaïe.
La courageuse comtesse de Caserta Siffridina, belle-mère de Frédéric II, fut emprisonnée dans le château de 1268 jusqu'à sa mort en mars 1279, soutenue uniquement par du pain et de l'eau, ayant son fils Riccardo de Lauro, comte de Caserta, marié avec la fille de l'empereur, Violante de Souabe (it) ; la comtesse avait favorisé Conrad de Holenstaufen  et n'a jamais mentionné les noms des conspirateurs.
Entre 1385 et 1419, il appartenait au condottiere Alberico da Barbiano, à qui il avait été attribué par le roi de Naples Charles III.
En 1425 Jeanne II, dernière reine angevine, et en 1436 Alphonse le Magnanime, premier roi aragonais, confirmèrent par deux actes importants, transcrits dans le Libro Rosso dei Privilegi della città di Trani, le principe selon lequel la ville de Trani et le château correspondant resterait à jamais propriété de l'État et perpétuellement dépendant exclusivement de la Couronne.
Les ajouts, modifications et travaux de construction en général dans le château à l'époque angevine furent plutôt limités et n'impliquèrent pas de modifications excessives de ce qui avait été réalisé jusqu'alors ; d'après les lettres de Charles Ier d'Anjou, il ressort que l'ingénieur royal Giovanni da Toul a ajouté des cheminées à la zone résidentielle et des bretèches aux créneaux.

### Transformations sous Charles V et la domination espagnole

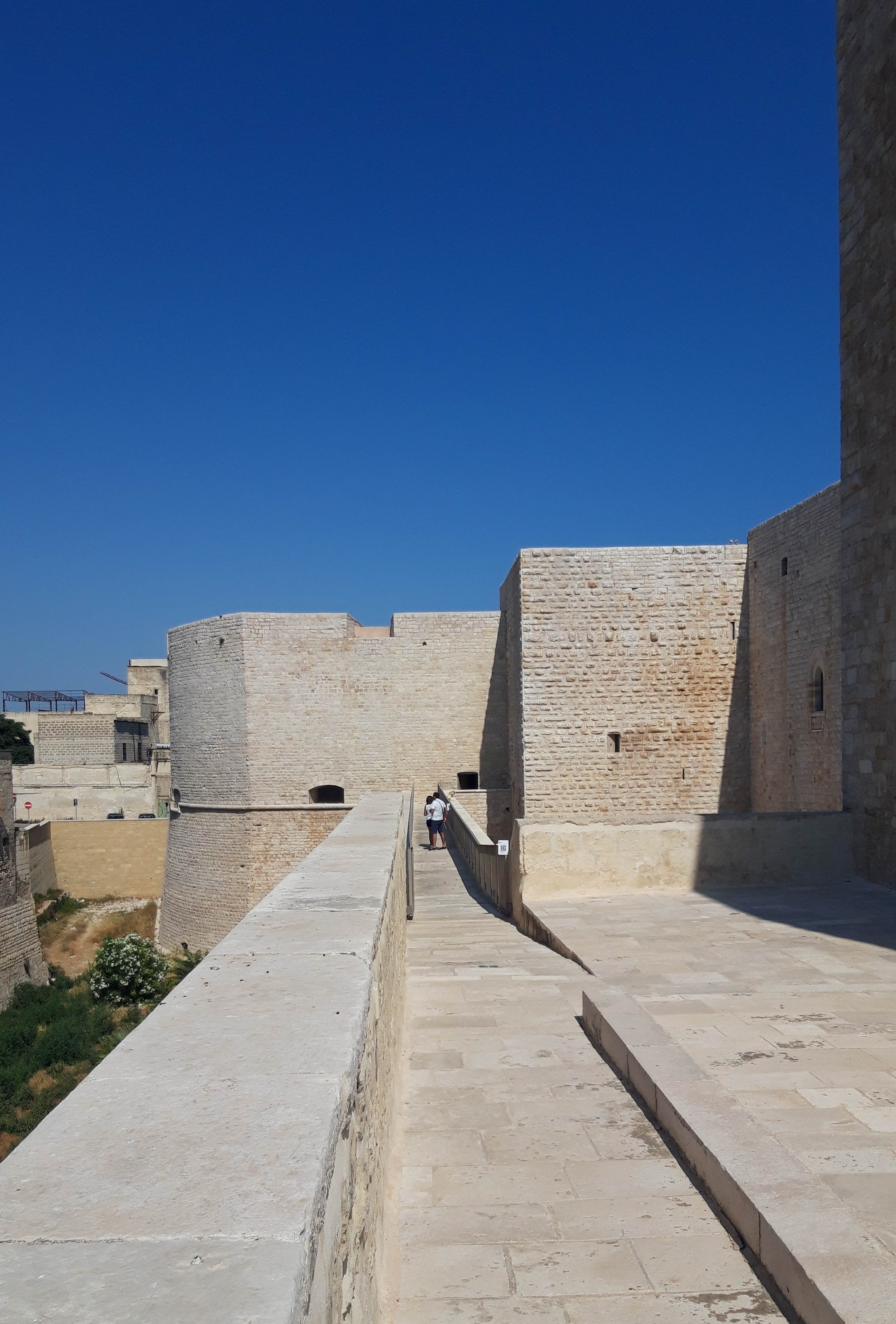
La passerelle côté sud. Les changements intervenus avec les travaux du sont clairement visibles : le bastion lancéolé adossé à la tour souabe, dont la hauteur a été abaissée jusqu'au niveau des courtines.

De 1496 à 1530, la ville de Trani et son château (avec les villes de Brindisi, Gallipoli et Otrante) passèrent de la couronne d'Aragon à la juridiction de la république de Venise, en gage du prêt accordé à Ferrante II de 200.000 ducats sur le occasion du conflit qui suivit la descente en Italie de Charles VIII. En 1496, le Sénat vénitien décida donc de l'élection d'un gouverneur et d'un châtelain pour Trani ; en 1500, le Conseil des Dix ordonna de recouvrir deux poternes donnant sur la mer, car elles étaient dangereuses pour la sécurité du château car elles auraient permis tout type de contrebande. Trani et son château furent restitués le 20 février 1530, au nom de leurs gouvernements respectifs, par le surintendant vénitien Giovanni Vitturi, au capitaine général de Charles V, Ferdinando de Alarcon, qui fut également nommé châtelain de Trani en 1529. Le château, placé sous protection impériale, attire immédiatement l'attention du souverain.
Le château, revenu sous la domination espagnole sous le règne de Charles Quint, subit des transformations notables à partir de 1533, afin de pouvoir s'adapter aux nouveaux besoins défensifs apparus à la suite de l'invention de la poudre à canon. Comme la paire d'épigraphes de Frédéric placées comme témoignage des œuvres de l'époque, il y a une autre paire d'épigraphes du XVIe sièclee siècle dans le château pour documenter les interventions qui ont eu lieu, toutes deux portant la dédicace à Charles Quint.
La première, une dalle de pierre, longue et étroite, située dans la cour centrale du château, très haute sur le mur sud, rapporte le texte :
« DIVI(N)A CAROL(I) Q(UINTI) SE(M)P(ER) AUG(USTI) IMPER(ATORI) MUNIFICENTIA
FERDINANDUS DE ALARCON AREND(INUS) DUX REG(NI)Q(UE) SICIL(IAE) ARCI
UM MUNIMINE PREPOS(ITUS) INSTAURAVIT AN(NO) MDXXXIII »
— ce texte avec traduction est tiré de : Aa.Vv., Il Castello Svevo di Trani.
        
« Par la divine munificence de Charles Quint, toujours empereur auguste, Ferdinand de Alarcon, seigneur de Rende et chargé de la protection des châteaux du royaume de Sicile, le renouvela en 1533. »
Ferdinand de Alarcon, dont les armoiries ont été retrouvées en fragments, surveillant des châteaux du royaume, fit fortifier l'aile sud du château en 1533, épaississant la courtine du côté sud en démolissant les loggias médiévales de la cour centrale, et le remplissage de l'espace créé avec un talus traversé par une double rangée de canonnières ; les deux tours médiévales adjacentes à la courtine sud furent donc abaissées jusqu'au niveau du chemin de ronde, les créneaux plats médiévaux furent remplacés par des canonnières ; le bastion sud-ouest a été construit en pointe de lance. En 1541, le vice-roi Pierre de Tolède effectua une inspection du château de Trani, à la suite de quoi il ordonna l'octroi de subventions et suggéra de construire une tour supplémentaire du côté face à la mer pour une protection plus efficace, élément identifiable dans le bastion quadrangulaire de l'angle nord-est. La deuxième et dernière épigraphe est placée sur l'architrave de la porte du côté est de la barricade, côté ville, surmontée des armoiries du XVIIIe siècle de Charles de Bourbon, il rapporte :
« IANUA ISTA SUB INVICT(ISSI)MO CAROLO Q(UI)NTO RO(MANO) IMP(ERATORE) T(EM)P(O)RE N(OBILI) PETRI DE
MONTEALBANO VICE CAST(ELLANO) HUIUS ARCIS P.M(AR)CO GEORGIO MANRICHES RE
STAURATA FUIT AN(NO) D(OMI)NI 1553 »
— ce texte avec traduction est tiré de : Aa.Vv., Il Castello Svevo di Trani.
        
« Cette porte, sous le plus invincible empereur romain Charles V, à l'époque du noble Pietro de Montealbano, vice-château de cette forteresse, fut restaurée par P. Marco Giorgio Manrichez en l'an de grâce 1553. »
Cette dernière inscription rappelle donc la restauration de la porte orientale du mur, qui constituera désormais, jusqu'aux dernières restaurations, l'unique entrée du château.
Entre 1586 et 1677, le château était le siège de la "Sacrée Audience Royale", la cour royale de la Terre de Bari.

### Prison duXIXesiècleet restaurations modernes

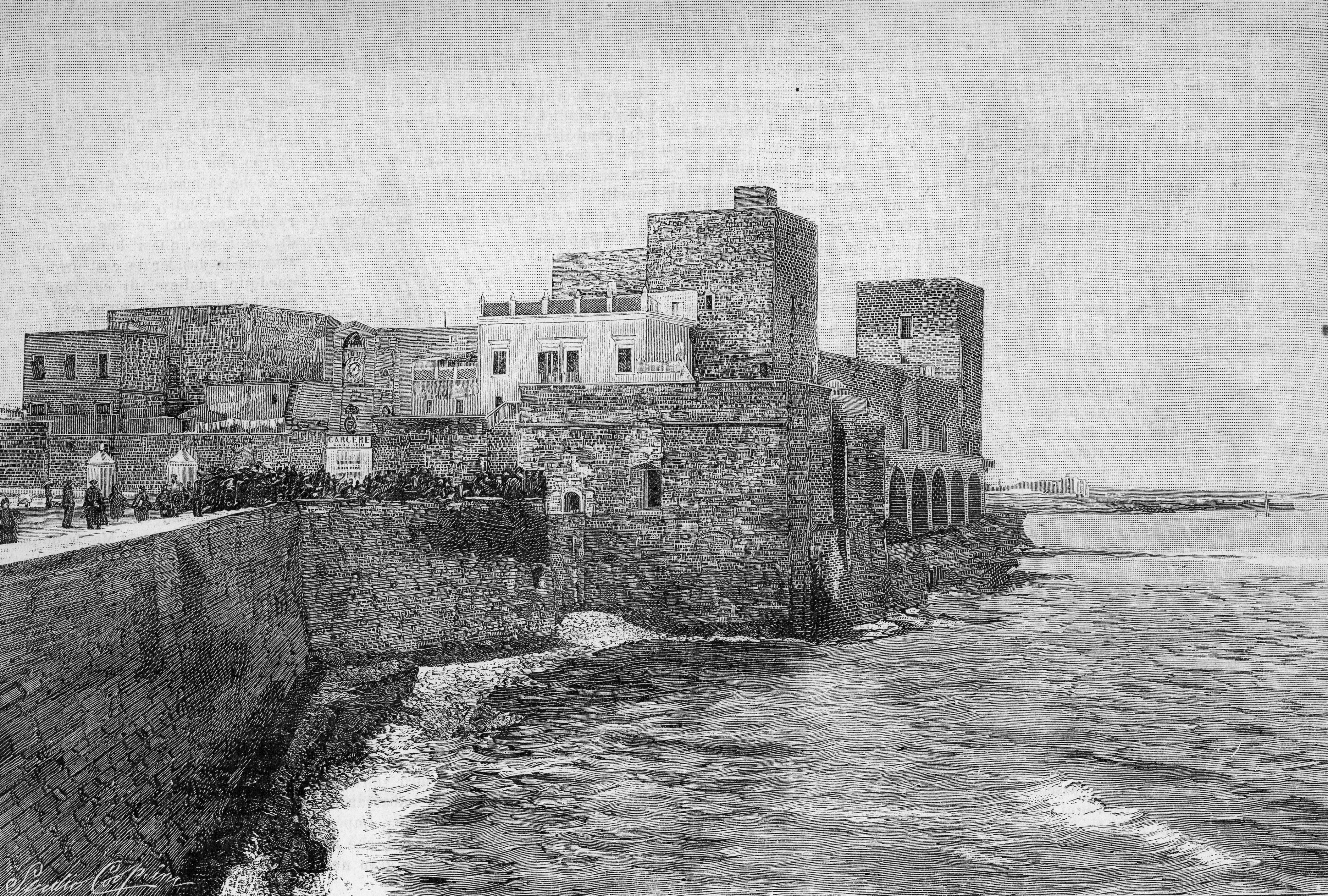
Le château tel qu'il était avant les restaurations modernes ; gravure sur bois, Les Cent Villes d'Italie (1898).

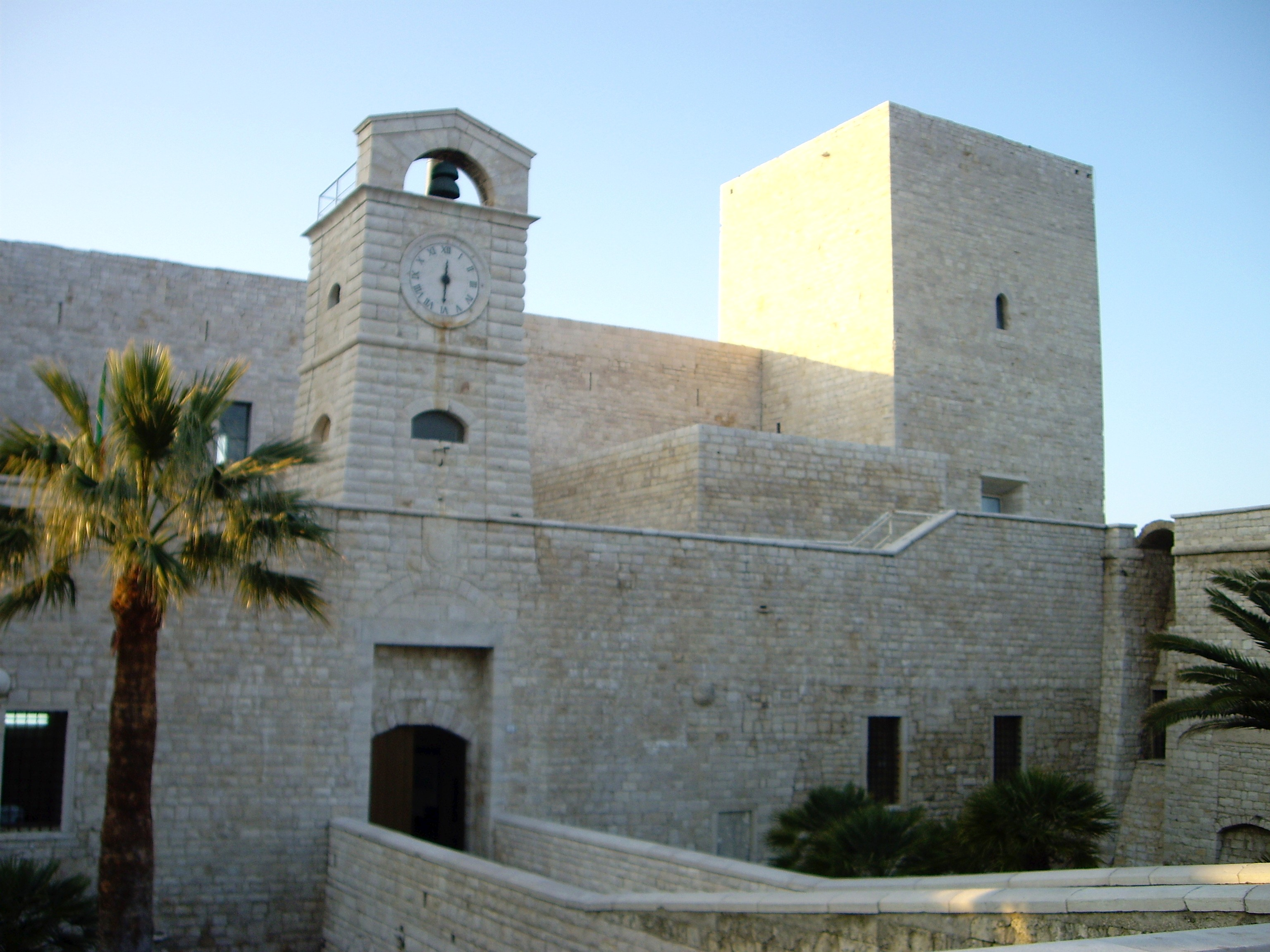
Le côté de l'entrée fait face à la place, telle qu'elle se présente actuellement.

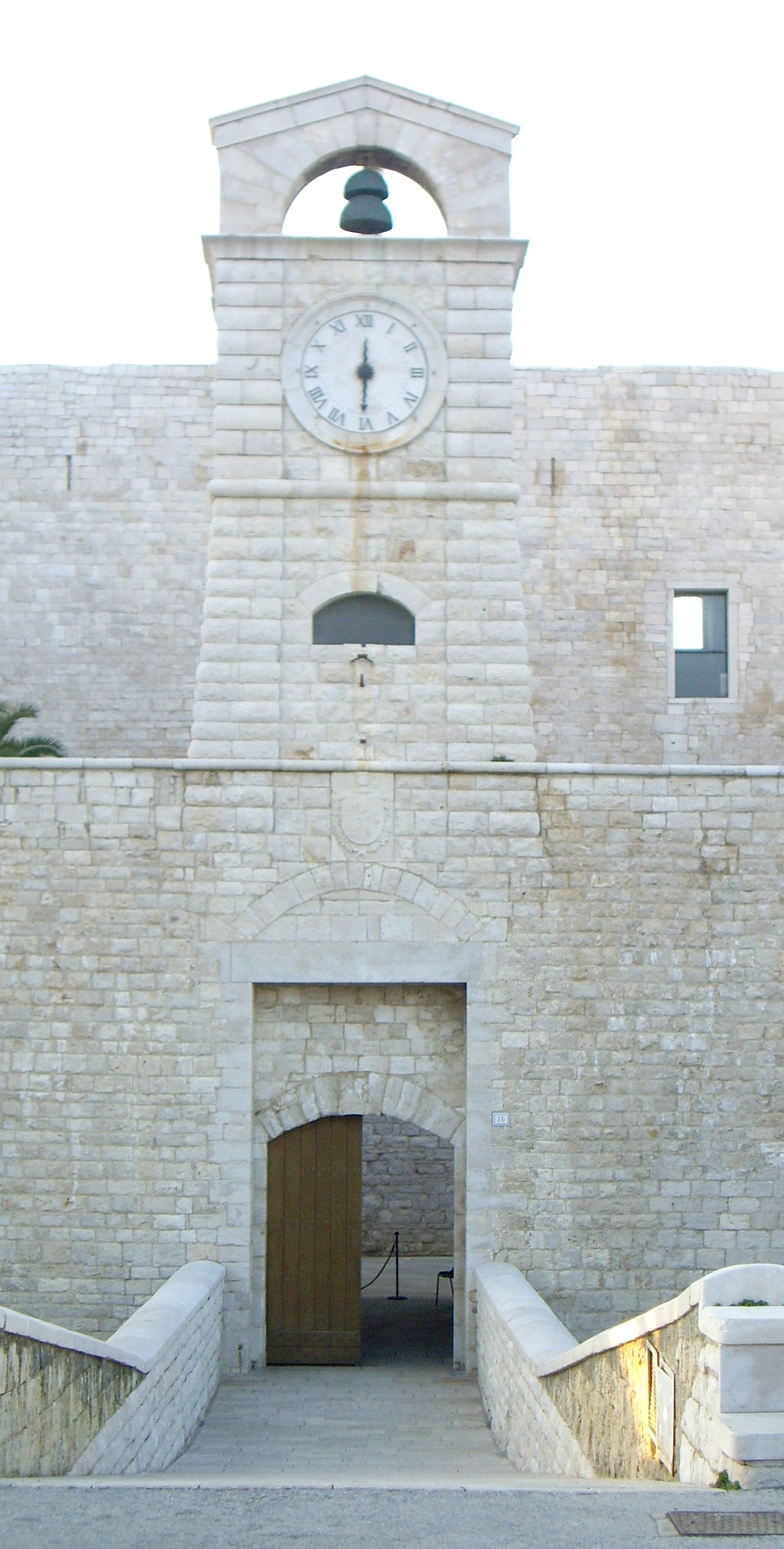
La tourelle avec l'horloge de l'entrée actuelle, ajoutée lors des travaux du XIXe siècle.

À partir de 1832, le château subit une série de travaux pour la transformation en prison centrale provinciale, ouverte en 1844, fonction maintenue jusqu'en 1974.
L'état des travaux avant le XIXe siècle a été documenté dans certains plans réalisés en 1835 et dans un intéressant modèle en bois, liège et plâtre, créé vers le milieu du XVIIIe siècle par Giovanni Carafa di Noja (it), aujourd'hui conservé à l'intérieur du château. La disposition représentée dans la maquette est également très proche de celle donnée à la suite des travaux de restauration modernes, qui ont nécessité la suppression de la plupart des ajouts ultérieurs.
Afin d'adapter l'ensemble du château à la fonction carcérale, de 1832 à 1844 et même après, l'ensemble du bâtiment subit une rénovation générale qui, avec l'ajout de plusieurs nouveaux volumes, modifia la physionomie et la disposition harmonieuse des tours et des courtines ; en conséquence, l'espace des cours a également été modifié, les pierres de taille des blocs de pierre ont été nivelées, de nouvelles ouvertures ont été créées et les anciennes modifiées. En 1842 fut ajoutée la chapelle hexagonale pour la célébration de la messe dans la cour centrale, entre 1842 et 1843 la séquence d'arcs entourant la cour et sur la façade vers la mer, en 1848 la tourelle avec l'horloge sur l'entrée actuelle.
En 1976, le château fut remis à la Surintendance du patrimoine environnemental et artistique des Pouilles. Depuis 1979, il fait l'objet de travaux de restauration visant à restaurer la structure et à la doter des systèmes nécessaires à son usage actuel ; les interventions fondamentales dans la construction ont été le nettoyage des surfaces aujourd'hui noircies par le temps, la suppression des ajouts ajoutés à partir des interventions du XIXe siècle, redonnant au complexe du château une vision et une interprétation plus efficaces et plus organiques ; par conséquent, les ouvertures d'origine encore présentes, les chemins d'origine et les escaliers des tours ont été restaurés ; l'accès au mur ouest a été rouvert et le remblai a été vidé dans l'aile sud, à l'intérieur duquel les puissants piliers, d'une facture élégante, appartenant au portique médiéval monumental ont été retrouvés, mis en lumière et mis en évidence. Au rez-de-chaussée du bastion nord-est a été aménagé le Musée du Château, à l'intérieur duquel sont conservées et exposées les trouvailles en pierre et en céramique trouvées lors des fouilles effectuées lors de la restauration. Le château a été ouvert au public le 5 juin 1998.